# Sabine Rückert
Sabine Rückert (* 8. Januar 1961 in München) ist eine deutsche Journalistin und Autorin. Sie war von 2012 bis 2023 stellvertretende Chefredakteurin der Wochenzeitung Die Zeit und ist Mitherausgeberin des Magazins und Podcasts Die Zeit – Verbrechen.

## Leben
Als viertes und jüngstes Kind der Diplom-Handelslehrerin und sozialen Aktivistin Gertrud Rückert und als sechstes Kind des evangelischen Theologen Georg Rückert 1961 in München geboren, volontierte Sabine Rückert nach ihrem Studium der Kommunikationswissenschaft, Theologie, Markt- und Werbepsychologie (Magister 1985) ab 1988 an der Springer-Journalistenschule und arbeitete währenddessen zwei Jahre für die Bild-Zeitung. Anschließend war sie 1991 Nachrichtenredakteurin bei der taz in Berlin.
Seit 1992 gehört sie zur Redaktion der Hamburger Wochenzeitung Die Zeit. Zunächst war sie Redakteurin im Ressort Dossier. Von 2000 bis 2011 arbeitete sie als ressortunabhängige Gerichtsreporterin und war im Anschluss Leiterin des Ressorts Dossier. Im November 2012 wechselte sie als Stellvertreterin des Chefredakteurs Giovanni di Lorenzo in die Chefredaktion der Zeit, aus der sie sich zum Ende des Jahres 2023 zurückzog. Seit 2024 ist sie (leitende) Redakteurin für besondere Aufgaben (Zeit Verbrechen) und Gerichts- und Kriminalreporterin der Zeit.

## Werk
Bekannt wurde Sabine Rückert auch durch ihr 2000 erschienenes Sachbuch Tote haben keine Lobby, in dem sie den zahlreichen Tötungsdelikten nachgeht, die in Deutschland nicht als solche erkannt werden, weil die Leichenschau vernachlässigt wird.
Rückert recherchierte zu den massiven Justizirrtümern um Adolf S. und Bernhard M., die fälschlich der Vergewaltigung bezichtigt wurden. Dazu erschien nach verschiedenen Artikeln in der Zeit im Januar 2007 ihr Buch Unrecht im Namen des Volkes – Ein Justizirrtum und seine Folgen. Zuvor hatte sie selbst das Wiederaufnahmeverfahren in diesem Fall in Gang gebracht, wofür sie den Hamburger Strafverteidiger Johann Schwenn gewinnen konnte. Die beiden betroffenen Männer wurden 2005 und 2006 wegen erwiesener Unschuld freigesprochen.
2011 erregte Rückert mit Artikeln über den Fall Jörg Kachelmann Aufsehen, wurde aber auch wegen mangelnder journalistischer Distanz während des Kachelmann-Prozesses kritisiert. Sie rechtfertigte ihren Einsatz während des Prozesses in einem Aufsatz in der Fachzeitschrift Strafverteidiger damit, dass es ethisch für einen Journalisten geboten sei, sich zu positionieren, wenn er sehe, dass etwas grundsätzlich falsch laufe. Nur zu beobachten, wie sich Jörg Kachelmann aus dem ungerechtfertigten Verfahren herauswinde, wäre „nur feige“ gewesen.
Seit April 2018 veröffentlicht sie zusammen mit Andreas Sentker den Podcast Die Zeit – Verbrechen, in dem alle zwei Wochen die Entwicklung und Aufklärung einer Straftat erläutert wird. Jede Folge hat weit mehr als eine Million Zuhörer, Sabine Rückert wurde daher von der Neuen Zürcher Zeitung als erfolgreichste Podcasterin Deutschlands und Königin des True Crime tituliert.
Im Dezember 2019 kam der Bibel-Podcast Die Zeit – Unter Pfarrerstöchtern dazu, in dem sie zusammen mit ihrer Schwester Johanna Haberer über die Geschichten in der Bibel spricht. Im Zeit-Interview äußerste sie sich dazu wie folgt:

„Ich hab keinen Glauben mehr.
Ich mache ja aktuell den Podcast Unter Pfarrerstöchtern mit meiner Schwester (der Theologieprofessorin Johanna Haberer, Anm. d. Red.). Darin erzählen und erklären wir die Bibel. Das Gottesbild und der Glaube, die dort proklamiert werden – im Alten wie im Neuen Testament –, das kann doch keiner ernst nehmen, der halbwegs bei Trost ist. Die Bibel ist ein tolles Buch, aber sie steckt auch voller Verrücktheiten. Was Jesus sagt, sind zum Teil geniale Sachen, zum Teil bloß Behauptungen eines religiösen Eiferers aus der Antike. Jesus war ein Apokalyptiker, der dachte, die Welt geht jeden Moment unter. Wie sehr er sich getäuscht hat, sieht man daran, dass wir uns 2000 Jahre später immer noch über ihn unterhalten.“

Mit ihren Reportagen und Porträts gewann Sabine Rückert mehrere Journalistenpreise, unter anderem den Theodor-Wolff-Preis und einen Joseph-Roth-Preis.
Die Band Das Lumpenpack besang 2024 Rückert und ihren Podcast im Song Sabine R.

## Buchveröffentlichungen
- als Hrsg. mit Karl Heinz Bierlein und Sabine Bodenbender-Schäfer: Ich werde gebraucht. Ein Lesebuch für alle, die anderen helfen wollen. Claudius-Verlag, München 1988, ISBN 3-532-62071-5.
- Tote haben keine Lobby. Die Dunkelziffer der vertuschten Morde. Hoffmann und Campe, Hamburg 2000, ISBN 3-455-11287-0; Ullstein, München 2002, ISBN 3-548-36323-7.
- Unrecht im Namen des Volkes. Ein Justizirrtum und seine Folgen. Hoffmann und Campe, Hamburg 2007, ISBN 978-3-455-50015-8; Goldmann, München 2008, ISBN 978-3-442-15515-6.

## Auszeichnungen
- 1996: Theodor-Wolff-Preis
- 2000: Emma-Journalistinnen-Preis
- 2001: Regino-Preis für herausragende Justizberichterstattung
- 2002: Egon-Erwin-Kisch-Preis für Die Mörderin[12]
- 2004: Hermine-Albers-Preis für ihr Dossier[13] über den „Fall Lena“ (die nach falschen Anschuldigungen gegen den Vater in einer Pflegefamilie untergebracht worden war)
- 2007: Max-Alsberg-Preis der Vereinigung Deutsche Strafverteidiger e. V.
- 2008: Henri-Nannen-Preis für ihre Reportage im ZEIT Magazin Leben Wie das Böse nach Tessin kam[14]
- 2009: Deutscher Reporterpreis in der Kategorie „Beste Reportage“
- Joseph-Roth-Preis
- 2019: LeadAward in Gold in der Kategorie Podcast[15] (gemeinsam mit Andreas Sentker)
- 2020: Deutscher Podcastpreis in der Kategorie Beste journalistische Leistung[3] (gemeinsam mit Andreas Sentker)
- 2023: Knattertonehrenmütze des Bundes Deutscher Kriminalbeamter[16]